# Die Trabantenstadt
Die Trabantenstadt (französischer Originaltitel: Le Domaine des Dieux) ist der 17. Band der AsterixReihe und wurde von René Goscinny geschrieben und von Albert Uderzo gezeichnet. 1971 erschien er in der französischen Zeitschrift Pilote in den Ausgaben 591–612. In Deutschland erschien er 1974 als Band. Es ist der Nachfolgeband von Asterix bei den Schweizern und der Vorgänger von Die Lorbeeren des Cäsar.

## Handlung
Julius Caesar versucht durch den Bau einer Stadt nach römischem Muster in unmittelbarer Nähe den Widerstand des gallischen Dorfes zu brechen. Doch Architekt Quadratus sowie die mit seiner Sicherheit beauftragten Legionäre stehen schon bald vor Problemen: Die Rodung der Baustelle scheitert zunächst daran, dass die Gallier jeden Tag die bei Nacht ausgerissenen Eichen mit Hilfe von Eicheln, die der Druide Miraculix mit einem Zaubermittel behandelt hat, nachwachsen lassen. Als dann Sklaven für die Rodungsarbeiten eingesetzt werden, liefern Asterix und Obelix diesen in ihre Unterkunft beim Römerlager Aquarium Zaubertrank, um einen Aufstand zu unterstützen. Doch die Sklaven verwenden ihre ungewohnten Kräfte, um bessere Arbeitsbedingungen und Bezahlung durchzusetzen. Nach Abschluss der Baumfällarbeiten sollen sie dann freigelassen werden. Da dies am ständigen Nachwachsen der Bäume zu scheitern droht, bittet der numidische Chefsklave Duplikatha schließlich die Gallier, mit dem Säen der Zaubereicheln aufzuhören, woraufhin die erste Insula gebaut werden kann.
Die römischen Bewohner werden zum Teil im Rahmen eines Gewinnspiels im Circus Maximus in Rom zwangsrekrutiert, fühlen sich aber in Gallien zunächst durchaus wohl. Die römischen Hausfrauen leisten dem Vorschlag der Legionäre, ihre Nahrungsmittel bis zur Fertigstellung des Einkaufszentrums in den umliegenden Lagern zu kaufen, keine Folge, sondern beschließen, ihren Bedarf im gallischen Dorf zu decken – was zur Folge hat, dass dort die Preise steigen und ein Laden nach dem anderen eröffnet wird. Dies sorgt für erheblichen Unfrieden und Caesars Plan scheint aufzugehen.
Nun schreiten Asterix und Obelix ein. Obelix gebärdet sich als aggressiver Wahnsinniger, der nur mit Mühe unter Kontrolle gehalten werden kann, während Asterix als sein Wärter auftritt. Nachdem er einem römischen Ehepaar, das durch das Gewinnspiel zu seiner Wohnung gekommen ist und mehrfach durch Obelix erschreckt worden ist, erklärt hat, sein Freund sei leider seiner Aufsicht entkommen, reist dieses Ehepaar voller Panik ab. In die freigewordene Wohnung zieht der Barde Troubadix ein. Nach dessen ersten Gesangsübungen im neuen Domizil ziehen auch die übrigen römischen Mieter überstürzt aus.
Um die Insula nicht leer stehen zu lassen, quartiert der römische Befehlshaber seine Legionäre in den Wohnblock ein, die sofort in kleinbürgerlicher Manier beginnen, über die Wohnqualität und Miteigentümerversammlungen zu diskutieren. Troubadix wird unsanft aus der Insula entfernt, was für die Einwohner des gallischen Dorfes als Anlass dient, die Legionäre anzugreifen, das einzige Haus der Trabantenstadt zu zerstören und den Wald wieder wachsen zu lassen, so dass nach diesem glücklichen Ausgang das traditionelle Festbankett abgehalten werden kann.

### Bezüge innerhalb der Reihe
Am Anfang des Comics wird die Niederlage des Vercingetorix aus der Sicht Caesars geschildert, in dem ein strenger Caesar auf einen besiegten und demoralisierten Vercingetorix herabschaut. In den Bänden Asterix der Gallier und Asterix und der Arvernerschild erscheint jeweils eine „Gegendarstellung“ dieser Szene aus gallischer Sicht, in der Vercingetorix keineswegs niedergedrückt und gebrochen seine Waffen Caesar nicht vor, sondern auf die Füße wirft, was diesen zu einem Schmerzensschrei veranlasst. Diese zweite Darstellung der Niederlage der Gallier fehlt in „Die Trabantenstadt“.

### Moderne Bezüge
Quadratus werden zu Beginn des Comics verschiedene Erfindungen späterer Zeiten zugeschrieben, so etwa der Bau der ersten „Kauf-Domus“, wo es einfach alles gibt, oder eines „Fahr-Reins“, das nach dem Prinzip eines Autokinos funktioniert: Die Quadrigae sind hier um die Kampffläche in einem Amphitheater gruppiert. Auch der Bau der Trabantenstadt selbst sowie die massiven Werbekampagnen, um Bewohner zu finden, haben Vorbilder im 20. Jahrhundert, etwa die Errichtung des Hochhausquartiers Parly II.

### Anspielungen auf Personen
Der Quizmaster im Circus Maximus, der den Gewinner nötigt, den Preis – eine Wohnung in der Trabantenstadt – gegen seinen Willen anzunehmen, ist eine Karikatur des französischen Fernseh-Entertainers Guy Lux und trägt in der deutschsprachigen Ausgabe den Namen Francocampus nach Peter Frankenfeld. Eine weitere Karikatur ist ein Sklave nach dem Bild des portugiesischen Dichters Fernando Pessoa.

## Veröffentlichung
In Frankreich erschien die Geschichte erstmals 1971 als Serie in der französischen Zeitschrift Pilote in den Ausgaben 591–612 und wurde 1971 als Album im Verlag Dargaud veröffentlicht. In der deutschen Übersetzung wurde die Geschichte vom Ehapa Verlag ab 1971 im Magazin MV Comix (Hefte 18/1971 bis 5/1972) erstmals abgedruckt und 1974 als 17. Band der Asterix-Reihe herausgebracht. 2002 wurde dieser Band mit neuer Titelbildgestaltung aufgelegt. 2015 erschien zudem eine um 16 Seiten erweiterte, limitierte Sonderausgabe mit neuem Titelbild anlässlich des Filmstarts.
Der Band erschien unter anderem auch auf Englisch, Spanisch, Türkisch und Alemannisch, sowie in den Regiolekten Berlinerisch, Hamburgisch und Ruhrdeutsch.

## Verfilmung
Der Comic diente als Vorlage für den 2015 erschienenen Animationsfilm Asterix im Land der Götter.